# Offida
Offida (AFI: /ofˈfida/; Ufìdë in dialetto offidano) è un comune italiano di 4 549 abitanti della provincia di Ascoli Piceno nelle Marche.

## Geografia fisica
È un borgo del subappennino marchigiano, il cui territorio è posto interamente tra le valli del fiume Tesino (a nord) e del fiume Tronto (a sud). Il centro abitato deve la sua pianta irregolare allo sperone roccioso sul quale sorge, ritagliato dai due rami sorgentizi del torrente Lama, affluente di sinistra del Tronto.
Il borgo capoluogo si trova a un'altitudine di 293 m s.l.m. ed è classificato come rischio sismico nella zona 2 (sismicità media).

## Origini del nome
Il toponimo è attestato in epoca medievale come Ofida, Ophida, Offida, ma anche come Aufida; sulla base di quest'ultima forma si potrebbe pensare a un legame con l'antico nome Aufidena o Aufidus; si potrebbe citare anche la gens Aufidia; del tutto fantasiosa è da considerarsi l'ipotesi di una derivazione dal greco antico ὄφις?, óphis, "serpente".

## Storia
Piuttosto dibattute sono le origini di Offida. Lo stesso toponimo è oggetto di diverse interpretazioni e non aiuta a formarsi un'idea certa su come sia sorto il centro abitato. Nel territorio offidano sono presenti tombe picene (VII-V secolo a.C.) e vestigia romane, ma non c'è traccia storica certa fino al 578 d.C. quando gli Ascolani in fuga per l'invasione longobarda fondarono diversi castelli nei colli piceni, compresa Offida.
Secondo alcuni storici Offida già nel VII secolo sarebbe stato un centro di una certa importanza, divenendo sede di un Gastaldato. Dello stesso ci sarebbero tracce in epoca carolingia e sotto il Sacro Romano Impero quando la città assunse grande importanza.
Al 1039 risale la prima testimonianza storica certa, quando Longino d'Azone cede all'Abbazia di Farfa il castello di Ophida.
Nel 1261 una bolla di papa Urbano IV conferma i poteri dell'Abbazia di Farfa istituendo il Presidato Farfense, una sorta di governatorato distaccato da Farfa e indipendente da qualsiasi diocesi.
Nel 1292 papa Niccolò IV concede ai comuni marchigiani la facoltà di eleggere podestà, consoli e priori. Per Offida e per altri grandi centri marchigiani dell'epoca si tratta di un riconoscimento ufficiale per delle istituzioni già operanti e "collaudate".

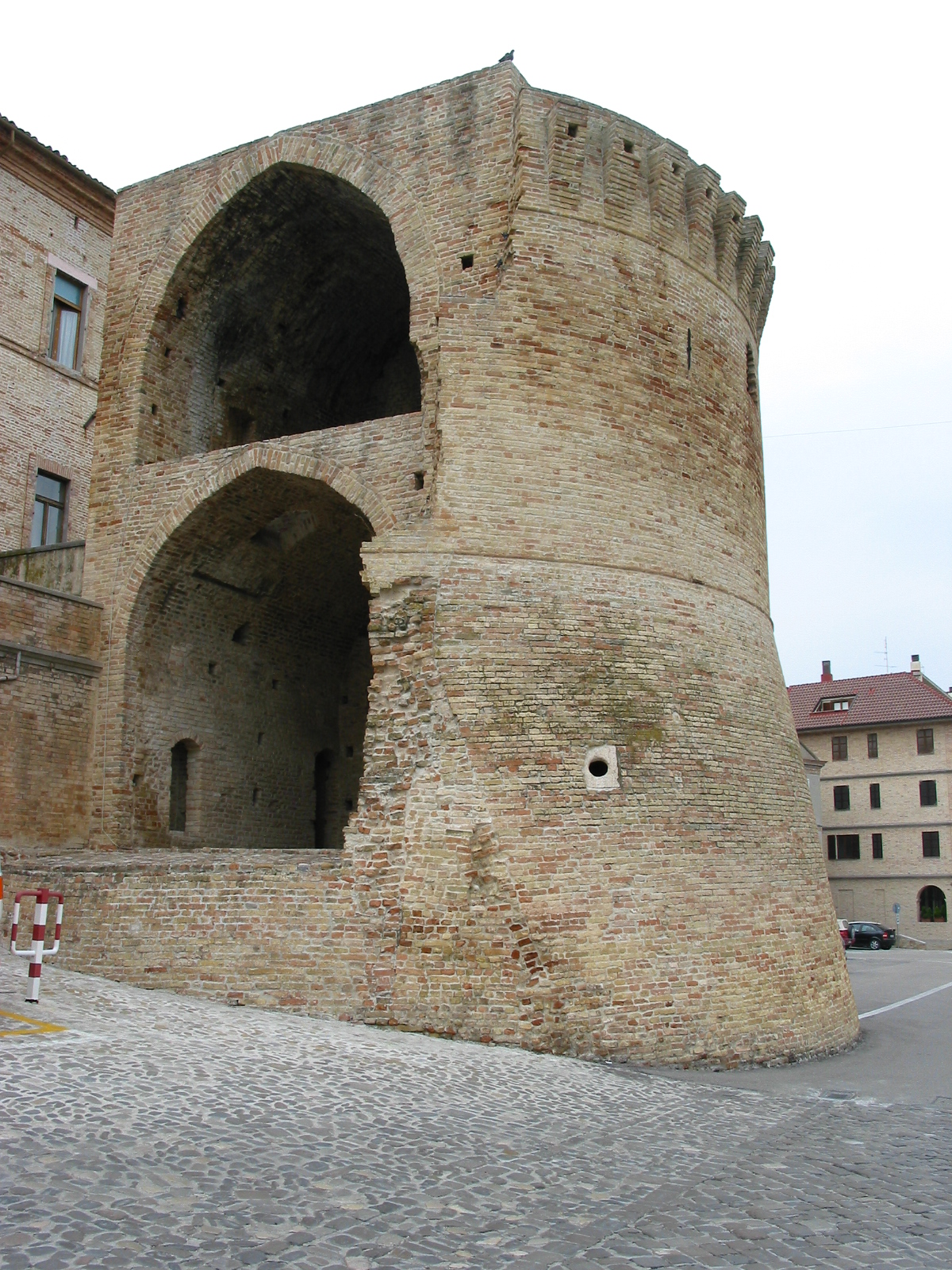
Torrione della rocca

Analogamente a tutto il territorio piceno, il periodo che va dal XIII al XVI secolo è caratterizzato dalle guerre tra Ascoli e Fermo con gli offidani che presero le parti di quest'ultima. Risalgono alla prima metà del Cinquecento le terribili lotte interne tra guelfi e ghibellini sfociate in numerosi fatti di sangue.
Alla metà del XVI secolo Offida stipula una tregua con Ascoli e negli stessi anni tutto quello che sottostava al Presidato di Farfa passa sotto la giurisdizione dello Stato della Chiesa. Dopo un secolo sotto la diocesi di Montalto, Offida passa sotto la diocesi di Ascoli.
Nel 1831 papa Gregorio XVI eleva Offida al rango di città.
Con la fine del XIX secolo inizia il passaggio da un'economia esclusivamente agricola ad una con marcata presenza artigianale fino ad arrivare allo sviluppo di piccole industrie di una cittadina che, oggi, non è più quell'importante punto di riferimento che è stato per secoli.
Durante la seconda guerra mondiale, nel periodo dell'occupazione tedesca e della Repubblica Sociale Italiana, la famiglia Talamonti nascose e protesse dalla deportazione i componenti di una famiglia di profughi ebrei greci, i Ventura, giunti a Offida nel 1942 in domicilio coatto. Per questo loro impegno di solidarietà, il 19 novembre 1979, l'Istituto Yad Vashem di Gerusalemme ha conferito l'alta onorificenza dei giusti tra le nazioni ad Adelino Talamonti e a suo figlio Fides, e a Camillo Talamonti e ai suoi figli Fernando ed Emma (suor Fernanda)..
Nel giugno 1944 le truppe tedesche fecero saltare il ponte della tramvia elettrica che collegava Offida con la stazione ferroviaria di Castel di Lama e il ponte della "strada Mezzina" sul torrente Lava, due ponticelli sistemati sotto i dirupi che circondavano Offida e, nel centro storico, furono distrutte le principali fonti di comunicazione (telefono e telegrafo) ed il trasformatore che forniva la corrente elettrica alla borgata Cappuccini. Nel 2010 è stata sede dei campionati mondiali di ciclismo juniores ai quali hanno partecipato ben 49 nazioni, manifestazione davvero imponente per un paese così piccolo se si pensa che la sede precedente è stata Mosca e la successiva Copenaghen. Alla cerimonia di apertura ha partecipato Valentina Vezzali.

### Simboli

Il gonfalone comunale

Lo stemma e il gonfalone comunale sono stati riconosciuti con decreto del Capo del Governo del 27 settembre 1935.
(DCG del 27.09.1935)
La blasonatura allegata al decreto di riconoscimento è imprecisa, poiché si tratta di uno scudo di azzurro, alla banda di rosso…
Il gonfalone è un drappo di bianco caricato di una particolare versione dello stemma ove una torre d'oro è direttamente fondata sulla banda abbassata di rosso.

## Monumenti e luoghi d'interesse
Offida è entrata il 2 maggio 2008 nel club dei Borghi più belli d'Italia. Vi sono resti di mura medievali con torri, mentre della rocca cinquecentesca restano un tratto di muraglia e due torrioni cilindrici.

### Architetture religiose

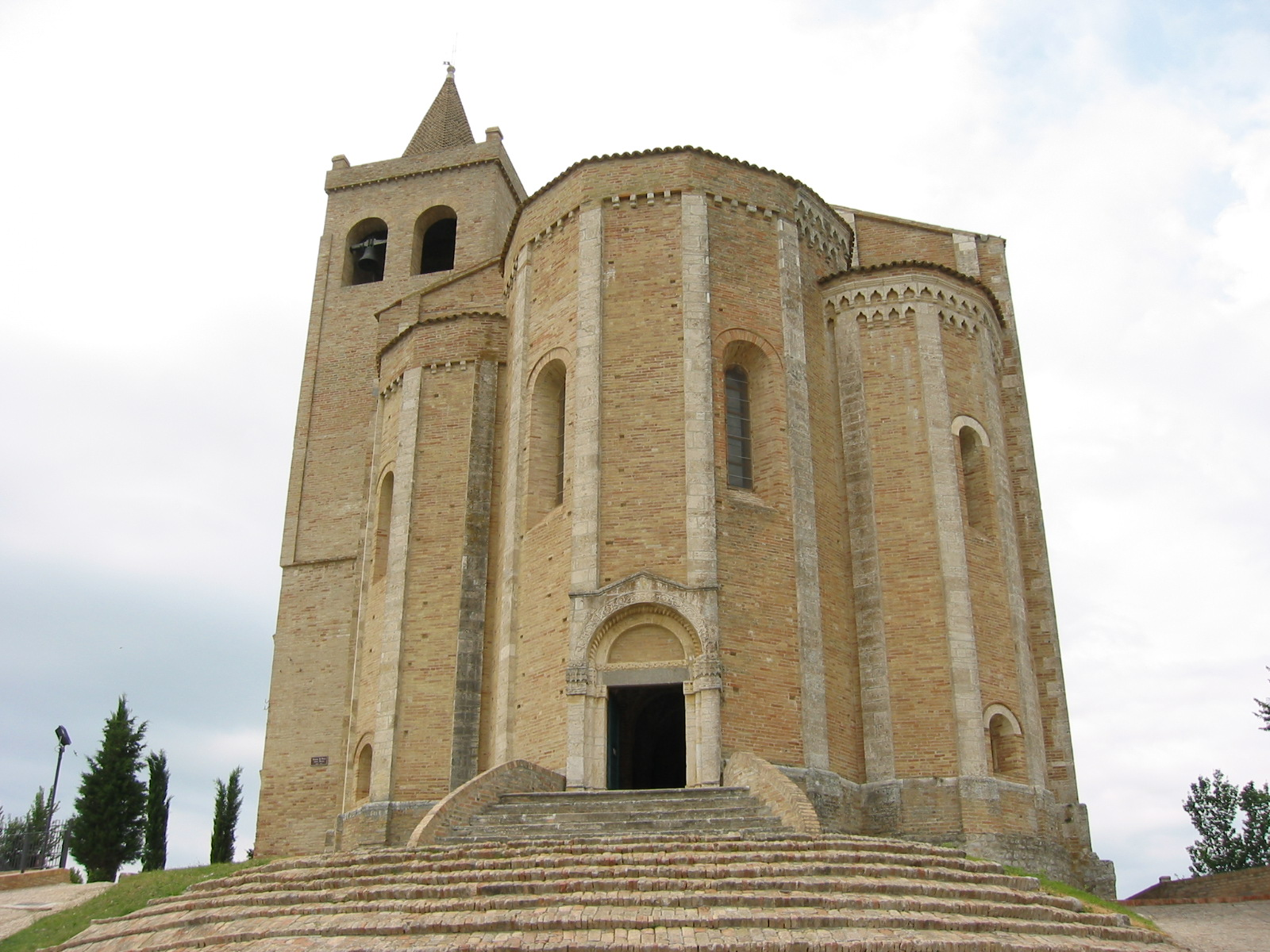
Santa Maria della Rocca, le absidi

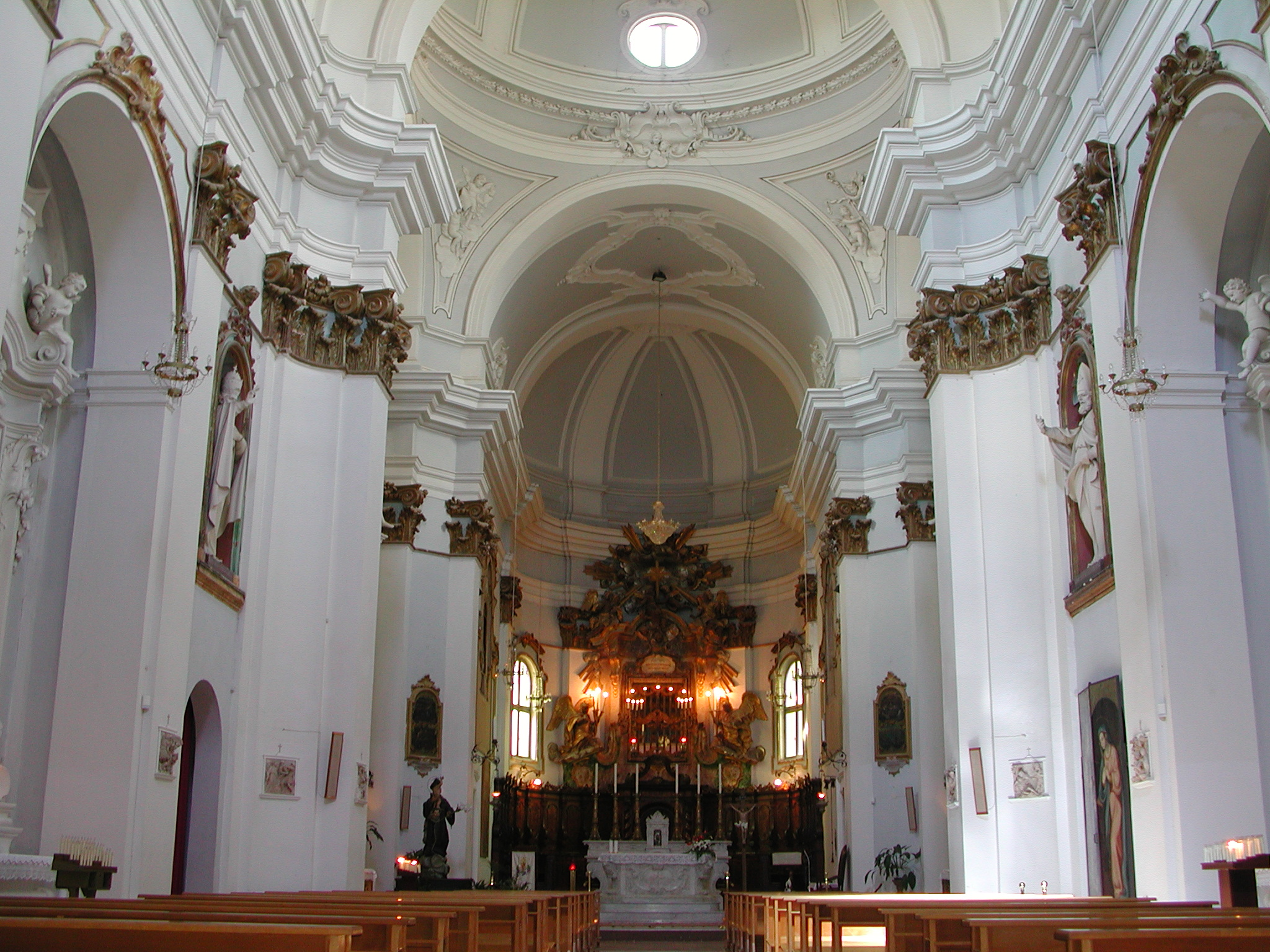
Santuario di Sant'Agostino

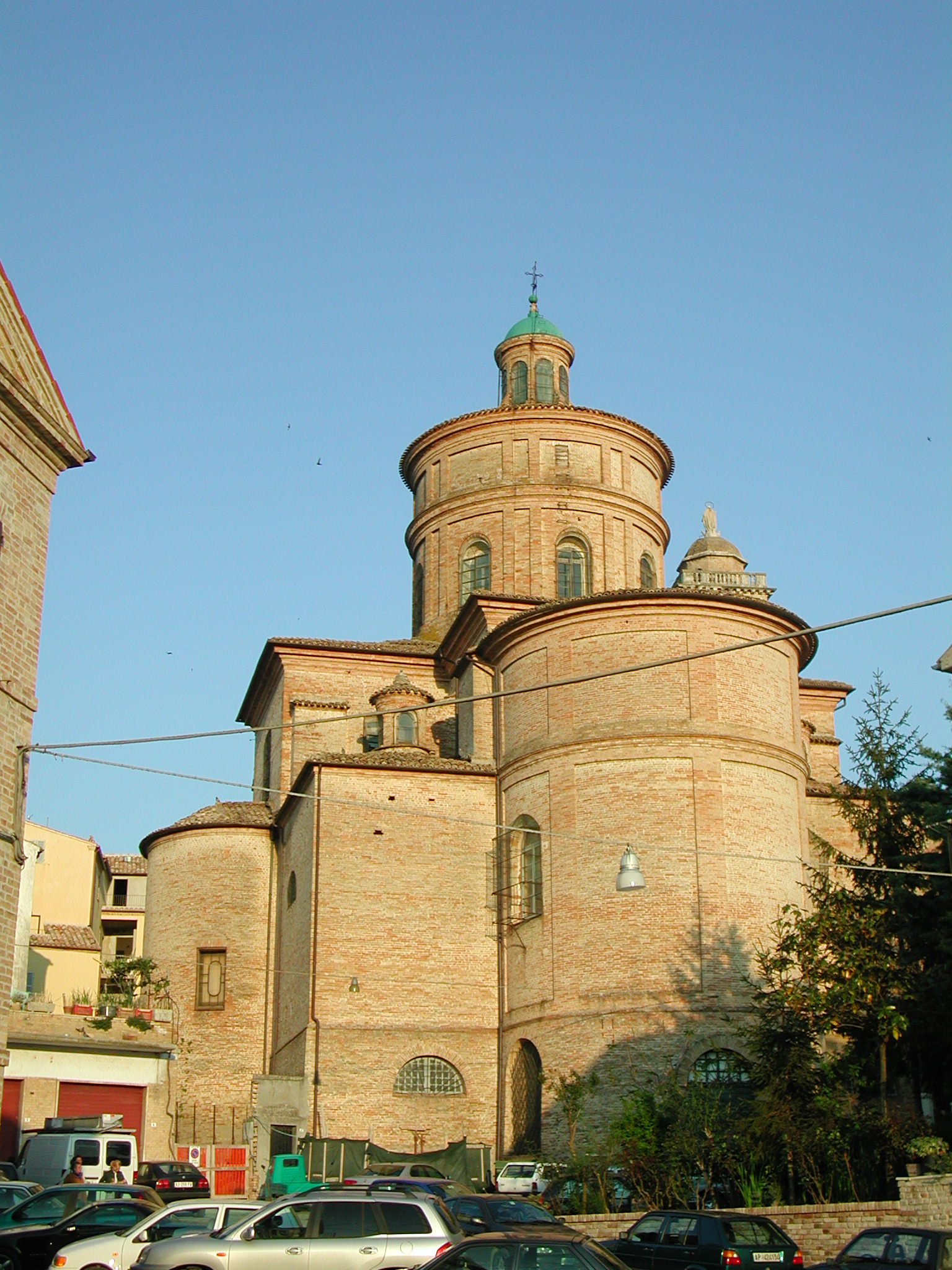
La collegiata

- Chiesa di Santa Maria della Rocca: sita all'estremo occidentale dell'abitato, risulta circondata su tre lati da altrettanti dirupi che la ritagliano, esaltandone l'imponenza e aprendola allo sguardo di due vallate. La grande costruzione in laterizio in stile romanico-gotico si deve al Maestro Albertino, che la eresse nel 1330 sulla preesistente piccola chiesa benedettina.
- Santuario di Sant'Agostino. In seguito all'arrivo delle reliquie relative al miracolo eucaristico, l'originale chiesa della Maddalena venne sostituita da una chiesa più grandiosa, che gli Agostiniani decisero di intitolare proprio a Sant'Agostino. La sua costruzione si protrasse dal 1338 al 1441. La facciata è barocca (1686). L'interno fu modificato e ampliato nel XVIII secolo con pianta a croce latina, con cupola entro tiburio e una veste tardobarocca di stucchi e arredi lignei pregevoli (coro e confessionali in radica di noce dell'ebanista offidano Alessio Donati). Sempre all'interno si conservano una preziosissima croce reliquiaria (la "croce santa", che conserva la reliquia del suddetto miracolo), opera in argento dorato realizzata a Venezia nel Trecento, e un altro reliquiario di arte marchigiana del Quattrocento.
- Chiesa della Madonna del Suffragio. La chiesa, dedicata a Sant'Antonio abate e collegata all'ospedale omonimo fondato nel 1450 dall'offidano Vannarello di Giovan Pietro e sede della Compagnia del Suffragio, fu ristrutturata negli ultimi anni del Cinquecento. Sulla facciata originaria, posta ad oriente, vi sono due piccole porte del secolo XIV in travertino, murate alla fine del Cinquecento, un fregio in terracotta di stile romanico e un architrave in travertino con fregi bizantini. Sempre sulla stessa facciata è anche un affresco di Simone de Magistris raffigurante il titolare Sant'Antonio Abate, realizzato intorno al 1590, molto deteriorato in quanto esposto all'esterno.[16] L'interno a tre navate fu ristrutturato nel oSettecento. Vi si conserva una statua lignea del Quattrocento e uno scheletro ligneo del Seicento raffigurante "la Morte", che un tempo la Compagnia del Suffragio portava come emblema in processione.
- Monastero di San Marco. Sorto come monastero francescano nel Trecento su un preesistente sito benedettino, ha vissuto diversi cambiamenti nel corso dei secoli. Dal 1655 ospita le monache benedettine, mentre l'attuale chiesa di San Marco, in stile barocco, fu fatta costruire nel 1738, occupando la parte centrale di quella originale eretta nel 1359 in stile romanico-gotico e della quale sono tornati alla luce un ampio portale con sovrastante rosone (attualmente non visibili perché racchiusi nel muro di cinta). Il lato sud su piazza Baroncelli, oltre al portale a edicola di accesso alla chiesa (1574), presenta gli originali archetti gotici e monofore chiuse, così come sul lato nord, che però non è visibile perché racchiuso dalle mura di cinta del monastero. Nel monastero sono conservati alcuni affreschi del XIV-XV secolo, una croce lignea policroma e una croce reliquiario di pietra e perle preziose.
- Chiesa dell'Addolorata. Chiesa quattrocentesca a navata unica con un'elegante loggetta cinquecentesca sul fronte ed un elaborato cornicione in cotto. All'interno vi è esposta la "bara", cioè quel carro con baldacchino finemente decorato, sul quale è sistemata la statua del Cristo morto, che viene portata in processione il Venerdì santo.
- Collegiata di Santa Maria Assunta. Costruita tra il 1785 e il 1798 dall'architetto ticinese Pietro Maggi, che andò a sostituire e modificare profondamente il disegno dell'ascolano Lazzaro Giosafatti; ha un interno in stile neoclassico Luigi XVI e una facciata realizzata solo alla fine dell'Ottocento in stile eclettico di laterizio e travertino. All'interno, fra l'altro, vi si conservano un cofanetto ligneo duecentesco con 26 figurette eburnee di arte settentrionale, una croce astile del Trecento, un reliquiario del Quattrocento, un gruppo ligneo del Cinquecento, un crocifisso ligneo di Desiderio Bonfini (1612), pitture dei secoli XIV, XV e XVI (scuola crivellesca e scuola di Pietro Alemanno). Il coro, intagliato con colonnine tortili e specchi in radica di Verona a due ordini di 14 stalli, fu realizzato da Alessio Donati per la chiesa di Santa Maria della Rocca, ma venne trasferito nel 1794 nella Collegiata, insieme alle reliquie di San Leonardo di Noblac conservate in un'urna posta all'interno dell'altare maggiore, anch'esso in legno. Il 12 novembre 1994 è stato collocato nel terzo altare di sinistra il corpo del beato Corrado da Offida, traslato solennemente da Perugia, dove era stato custodito nella ormai non più consacrata chiesa di San Francesco al Prato. La chiesa, nonostante la distanza, ha risentito della forte scossa di terremoto verificatasi a L'Aquila il 6 aprile 2009: infatti il giorno del terremoto si sono staccati alcuni pezzi di intonaco dal campanile.
- Santuario del beato Bernardo. Il convento dei cappuccini di Offida con l'annessa chiesa, dove visse il beato Bernardo da Offida per lunghi anni, restò in piedi dal 1614, anno di fondazione, fino al 1893, quando i frati, in vista dell'imminente bicentenario della morte del beato, decisero di costruirne un altro più moderno, con chiesa più ampia e decorosa, in suo onore. Ricostruirono i due edifici, sullo stesso terreno conventuale, su disegno dell'architetto cappuccino fra Angelo da Cassano d'Adda. Fra Angelo, appena giunto in Offida nella primavera del 1893, dopo un attento studio del sito, risultato con una configurazione a carattere stratigrafico e argilloso, quindi terreno difficile e ad alto rischio relativamente al settore edilizio, prese una decisione coraggiosa: nonostante tutto, decise di non mutare il "sito" della costruzione, ma spostò solo di poche decine di metri, verso sud-ovest, la sede del nuovo complesso conventuale. Nel nuovo santuario, a tre navate, ampio e luminoso, è stata prevista una cappella in onore del beato, destinata alla custodia delle sue spoglie mortali. In un primo tempo, nella nuova chiesa, la cappella del beato era ornata da un altare di stile composito, poi abbattuto per far posto all'attuale complesso architettonico. L'altare era ornato da quattro colonne tortili, in legno scuro, due per lato, con una trabeazione classicheggiante a più moduli. Nel centro si apriva la nicchia con la statua del beato, reggente il giglio sulla destra ed il teschio sulla sinistra, mentre un angioletto, sulla sua sinistra, mostrava una scritta. È probabile che l'altare fosse stato composto con elementi architettonici della vecchia cappella del beato, costruita nel 1792, o forse si trattava addirittura dello stesso antico altare, sistemato nella nuova sede. L'attuale cappella sorge nel terzo vano laterale sinistro, ampliato in profondità, il quale, con un andito dirimpetto, delle stesse dimensioni, ora occupato dall'organo, conferisce alla chiesa la forma di croce latina, a tre navate. Il baldacchino è costituito da quattro colonne con basi verticalmente sviluppate e sobriamente decorate, con fusti lisci e con capitelli corinzi, ed è abbellito con decorazioni nell'architrave e nella volta, dovute sicuramente al Girolomini, come suoi sono i due vasi ai lati e la guglia terminante con una croce nel centro. In una fascia si legge: MANUM SUAM APERUIT INOPI (Aprì la sua mano al bisognoso), con esplicita allusione alla bontà e generosità del beato verso i poveri. In vista del terzo centenario della morte del beato (1994) il 14 ottobre 1992 sono iniziati i lavori di restauro delle decorazioni pittoriche e del tetto della chiesa. Dopo il Natale del 1992 si è dato inizio ala ristrutturazione del coro e del presbiterio. Un nuovo altare ligneo è stato sistemato nel presbiterio. I due nuovi amboni sono opera ammirevole dell'ebanista cappuccino padre G. Trombetta da Cingoli. L'indovinata illuminazione esalta la vivida cromia delle tele dipinte a spatola, opere di un artista che nutre e anima le sue figurazioni di fulgida luce diurna. In questa occasione è stata eretta una statua commemorativa del beato Bernardo, collocata all'inizio del viale d'accesso al santuario, realizzata dallo scultore locale Aldo Sergiacomi.

### Architetture civili

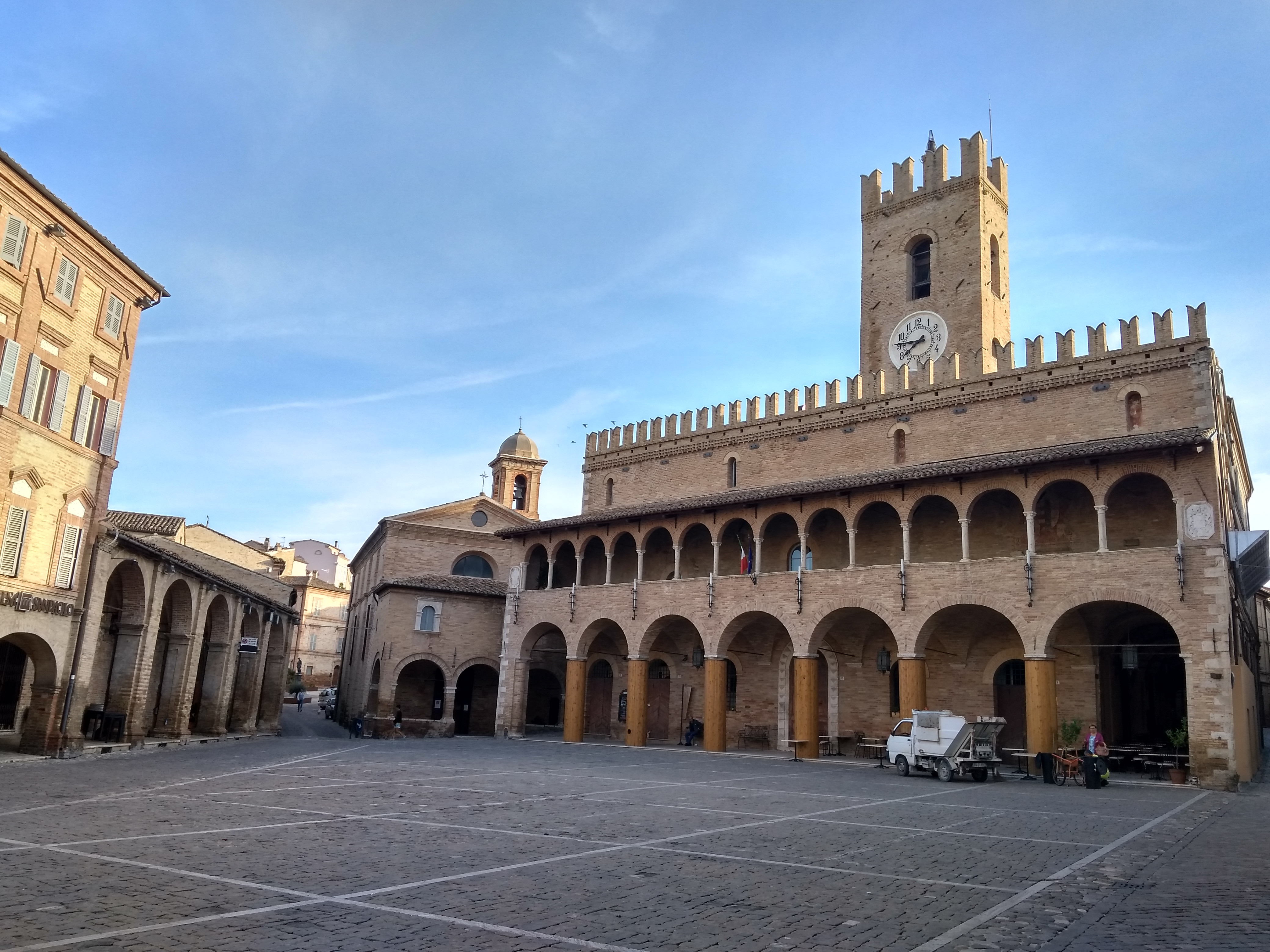
Palazzo Comunale

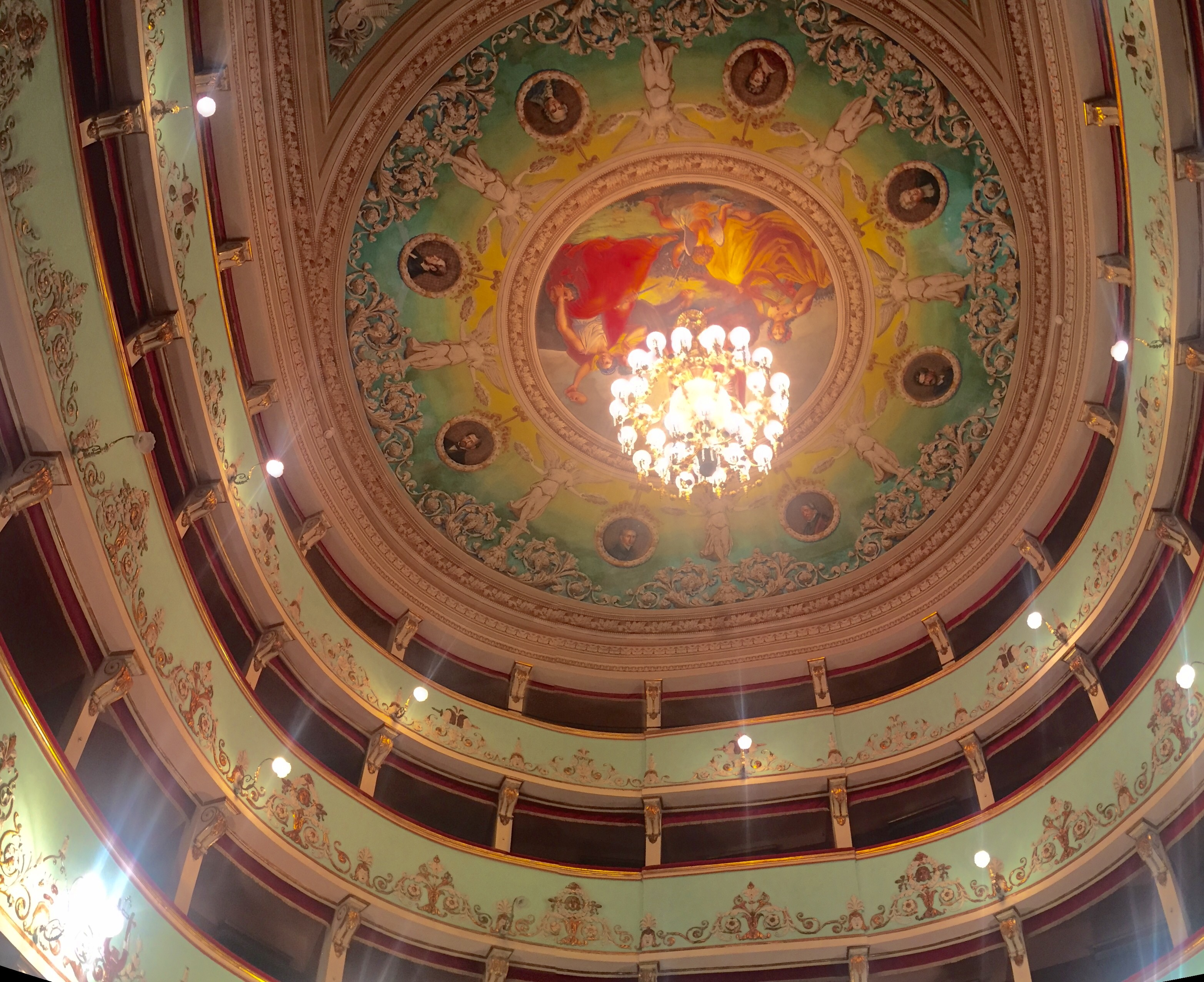
Teatro Serpente Aureo

- Palazzo comunale. Costruito tra il XIII e il XIV secolo, con torre centrale merlata, presenta una facciata preceduta da un portico con sette arcate e al di sopra una loggetta con quattordici arcate alzata nel XV secolo. All'interno vi è l'archivio storico comunale nel quale si conserva, tra l'altro, il catasto pergamenaceo mutilo del XIV secolo con settanta pergamene in caratteri gotici.
- Teatro Serpente Aureo. Il Teatro Serpente Aureo fu costruito nel 1820 su disegno di Pietro Maggi, demolendo parte dell'antica casa comunale della quale è rimasto il portico quattrocentesco a fungere da facciata. Ampliato e decorato poco dopo l'Unità d'Italia con stucchi dorati e dipinti a tempera. Con pianta "a boccascena" o a "ferro di cavallo" tipica dei teatri settecenteschi conta tre ordini di diciassette palchetti e un loggione diviso in quindici parti.
- Ex ospedale civile Loris Annibaldi. L'ospedale civile venne realizzato dall'architetto ticinese Pietro Maggi nel 1796.

## Società

### Evoluzione demografica
Abitanti censiti

### Etnie e minoranze straniere
Secondo i dati ISTAT al 31 dicembre 2015 la popolazione straniera residente era di 364 persone (7,20%). Le nazionalità maggiormente rappresentate in base alla loro percentuale sul totale della popolazione residente erano:
- Cina, 128 (2,53%)
- Albania, 48 (0,95%)
- Romania, 39 (0,77%)

### Tradizioni e folclore

#### Il carnevale di Offida
Di origini antichissime il carnevale di Offida ha una tradizione consolidata ed è caratterizzato da manifestazioni molto originali che traggono origine probabilmente dai saturnali romani. Le testimonianze storiche si hanno a partire dal Cinquecento quando il carnevale ha il suo massimo splendore in grandi città come Roma e Venezia. Le principali manifestazioni che caratterizzano oggi il carnevale offidano sono essenzialmente due: il bove finto e i vlurd.

#### Il merletto a tombolo

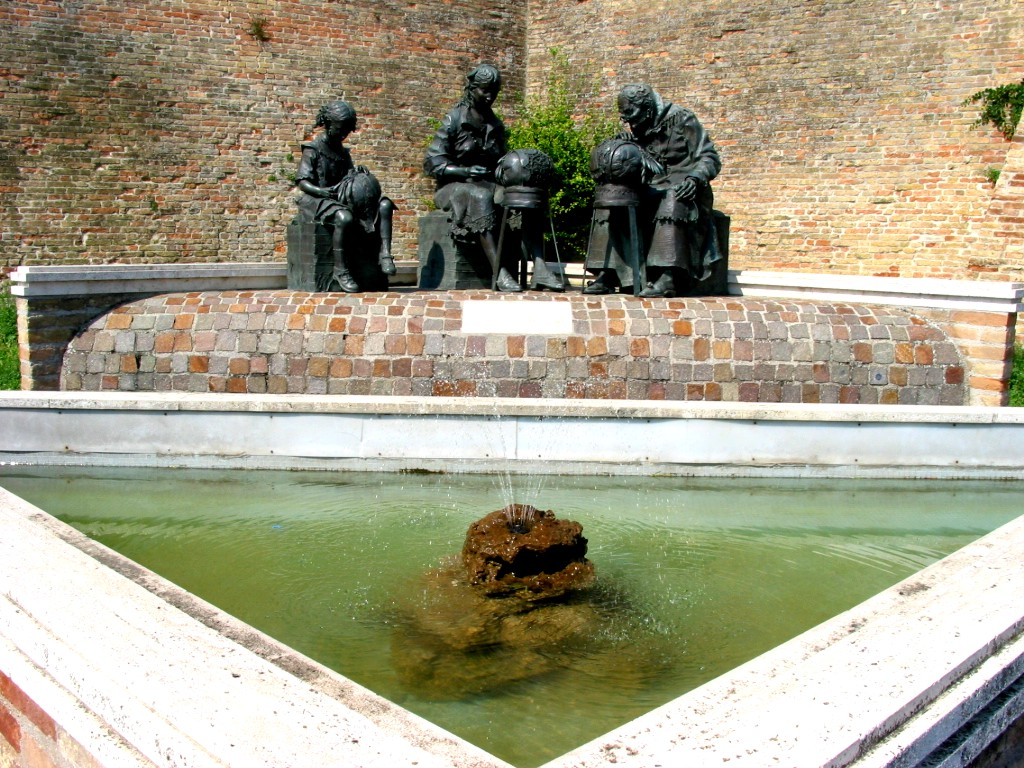
Monumento alle merlettaie

L'arte del merletto a tombolo, dal latino tumulus cioè tumolo, è una tradizione che si tramanda da almeno cinque secoli da madre in figlia.
Per realizzare manualmente il pregiato merletto occorrono pochi strumenti: un tombolo, cioè un rullo lungo circa 30 centimetri e dal diametro di 20 centimetri; una prebenda, dal latino prae habere, tenere davanti, così chiamata ancora in dialetto, cioè il reggitombolo a tre piedi, filo, spillini di ottone argentato e parecchie coppie di fuselli.
Le prime testimonianze storiche dell'uso del tombolo a fuselli, per la realizzazione di pregiati merletti, risalgono al Cinquecento, ma alcune opere pittoriche, insieme ad altre tracce, lasciano pensare che la tradizione fosse già salda almeno due secoli prima.
Nel 1600 il merletto offidano era famoso per la ricercatezza e per la qualità.
L'istituzione di una scuola del merletto risale al 1910, ma non fu un'esperienza felice per la resistenza culturale secondo la quale sono le mamme a dover insegnare alle figlie l'arte di lavorare a tombolo.
Dal 1998 vi è un Museo del merletto a tombolo, stabilmente ospitato a Palazzo de Castellotti. Dal 2006 è presente in territorio offidano anche un'associazione culturale senza scopo di lucro (Associazione culturale merletto a tombolo di Offida) che si occupa di salvaguardare i tradizionali metodi di esecuzione offidani, divulgarli soprattutto alle nuove generazioni e confrontare tecniche di esecuzione fra le diverse merlettaie.
La riscoperta anche a fini turistici ha rinverdito, negli ultimi anni, una tradizione secolare tanto che oggi, specie nei mesi estivi, girando per le strade di Offida, si possono vedere merlettaie che lavorano al tombolo di fronte all'ingresso della propria casa, proprio come è accaduto per secoli.

### Miracolo eucaristico di Offida
Presso la chiesa di Sant'Agostino è presente un miracolo eucaristico che però si è verificato a Lanciano, provincia di Chieti, nel XIII secolo. Parte del miracolo è conservata nella chiesa, mentre il resto è stato riportato a Lanciano nella cappella di Santa Croce.

## Cultura

### Istruzione
Offida ha due scuole una "nuova" e una "vecchia", nell'ex monastero di Sant'Agostino.

#### Musei
- Polo Museale di Palazzo De Castellotti: vi si trova il Museo Archeologico "Guglielmo Allevi", il Museo del merletto a tombolo offidano, il Museo delle tradizioni popolari e la Pinacoteca civica.
  - Museo archeologico "Guglielmo Allevi", allestito all'interno del Palazzo De Castellotti raccoglie reperti del paleolitico, neolitico, dell'età del bronzo e della civiltà picena.
  - Museo del merletto a tombolo offidano in Palazzo De Castellotti.
  - Museo delle tradizioni popolari in Palazzo De Castellotti.
  - Pinacoteca civica in Palazzo De Castellotti, conserva, tra altre opere, una Santa Lucia di Pietro Alamanno, del 1490 e una tela di Simone de Magistris da Caldarola raffigurante l'Esaltazione del Nome di Gesù, detta anche Allegoria dei tre Regni, firmata e datata 1589, nel quale appare a sinistra Papa Sisto V. La scena della Circoncisione rimanda a modelli romani, mentre l'Inferno ricorda dipinti nordici, particolarmente olandesi. Tutto il dipinto presenta il consueto colorismo vivace ed acceso del De Magistris, dai frequenti toni cangianti freddi e aciduli.[19]
- Museo Aldo Sergiacomi. Nello studio che fu dello scultore offidano specializzato in opere di arte sacra in marmo e bronzo.

### Televisione
Nel 1995 alcune scene della miniserie di Canale 5 Il grande Fausto, dedicata al ciclista Fausto Coppi, furono girate in Piazza del Popolo in quanto il campione trascorse dei giorni nella cittadina insieme alla Dama Bianca, gli interpreti furono Sergio Castellitto e Ornella Muti. Il 22 febbraio 1998 una puntata in diretta del programma itinerante La domenica del villaggio, condotto da Davide Mengacci e Rosita Celentano su Rete 4, fu dedicata al Carnevale Storico Offidano e alle bellezze architettoniche della cittadina. Nell'inverno 2002 un servizio del programma Linea Verde in onda su RaiUno e allora presentato da Fabrizio Del Noce viene realizzato ad Offida, scoprendo gastronomie e bellezze del territorio. Nel mese di luglio 2015 sono state effettuate le riprese della miniserie Rimbocchiamoci le maniche, diretta da Stefano Reali e con la partecipazione di attori tra cui Sabrina Ferilli e Sergio Assisi, andata in onda dal 7 settembre 2016 su Canale 5.

### Cucina
Oltre che per il Rosso Piceno e l'Offida Pecorino DOCG, Offida è famosa per alcune specialità culinarie. In particolare sono da segnalare i "funghetti" mentre è di recente stata riscoperta e rilanciata con un'apposita sagra un'altra specialità caratteristica: il "chichì ripieno".

#### Funghetti
Sono un dolce che si presenta come un tortino di forma tondeggiante irregolare sul quale emergono delle forme bianche, simili a cappelle di funghi, dure e cave all'interno. Gli ingredienti sono farina, acqua, zucchero, albume d'uovo e semi di anice che conferiscono il caratteristico sapore. Un dolce povero e antico che si conserva per lungo tempo e riacquista morbidezza se lo si riscalda.

#### Chichì ripieno
Focaccia o più propriamente "schiacciata" in pasta di pane sottile, forma tonda e piatta, viene riempita tradizionalmente con tonno, alici, capperi e peperoni tritati.

### Eventi
- Carnevale storico offidano: dal giovedì al martedì grasso
- Croce Santa: 3 maggio, commemorazione del miracolo eucaristico (il nome dell'antica festa si deve al prezioso reliquiario a forma di croce che venne fatto realizzare nel Trecento da artisti veneti e che viene portato in processione assieme agli altri segni tradizionali del miracolo: il coppo insanguinato, la tovaglia insanguinata e il cavallo/mulo)
- Beato Bernardo di Offida: 23 agosto
- Beato Corrado di Offida: 30 settembre
- San Leonardo di Noblac, patrono di Offida: 9 novembre
- Le Cove: nel mese di agosto presso la chiesa della Addolorata, è la festa del grano, di antica tradizione contadina (cove sta per covoni)

## Economia
Alla fine del XIX secolo Offida contava su un tabacchificio e diverse industrie occupate nel baco da seta.
Un rapido sviluppo che viene frenato dalle due guerre e che riprende negli anni sessanta con la modernizzazione dei processi agricoli e l'apertura di fabbriche di confezioni, calzature, borse, metallurgia leggera, materiale elettrico.
L'orientamento attuale punta ad una valorizzazione delle eccellenze del luogo che sono rappresentate dalla produzione di vino di qualità (Rosso Piceno e Rosso Piceno Superiore) e dal merletto a tombolo nel campo artigianale.

## Infrastrutture e trasporti

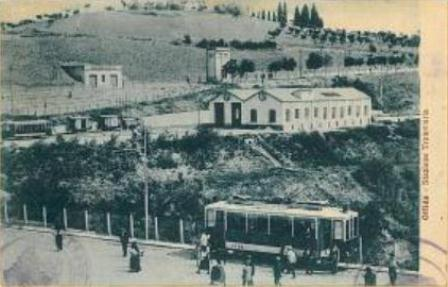
La tranvia di Offida in una cartolina del 1932

### Strade
I collegamenti più importanti sono:
- Dorsale Marche-Abruzzo-Molise "Mezzina", collegamento nord-sud in costruzione funzionante in alcuni tratti tra cui quello che inizia dal comune di Offida e finisce nelle vicinanze della Via Salaria;
- Il Comune è situato a circa 12 km dalla Superstrada Ascoli-Mare (svincolo "Ancarano-Castel di Lama") che la collega il Piceno all'Autostrada A14 a est e alla SS 4 Via Salaria a ovest.

### Ferrovie
Situata nel comune di Ascoli Piceno, nella frazione di Villa Sant'Antonio, Offida è servita dalla stazione ferroviaria Offida-Castel di Lama, posta lungo la ferrovia Ascoli Piceno-San Benedetto del Tronto, sulla quale sono svolte relazioni regionali Trenitalia nell'ambito del contratto di servizio stipulato con la Regione Marche.
Dal 1926 al 1952 era attiva la Tranvia elettrica di Offida che collegava la cittadina alla ferrovia Ascoli Piceno-San Benedetto del Tronto.

### Mobilità urbana
Il trasporto pubblico suburbano a Offida è gestito dalla società START, che effettua autocorse nella provincia di Ascoli Piceno.
Dal 1926 al 1952 nell'attuale Viale della Repubblica faceva capolinea la tranvia elettrica di Offida che, con un percorso di circa 11 km, collegava la stessa con la stazione ferroviaria.

## Amministrazione
| Periodo          | Periodo          | Primo cittadino                | Partito                               | Carica  | Note   |
| ---------------- | ---------------- | ------------------------------ | ------------------------------------- | ------- | ------ |
| 13 dicembre 1986 | 2 agosto 1990    | Longino Carducci               | Partito Comunista Italiano            | Sindaco | [ 20 ] |
| 2 agosto 1990    | 9 settembre 1992 | Longino Carducci               | Partito Comunista Italiano            | Sindaco | [ 20 ] |
| 7 novembre 1992  | 24 aprile 1995   | Luciano Agostini               | Partito Democratico della Sinistra    | Sindaco | [ 20 ] |
| 24 aprile 1995   | 14 giugno 1999   | Luciano Agostini               | Centro-sinistra                       | Sindaco | [ 20 ] |
| 14 giugno 1999   | 14 giugno 2004   | Lucio D'Angelo                 | Democratici di Sinistra               | Sindaco | [ 20 ] |
| 14 giugno 2004   | 8 giugno 2009    | Lucio D'Angelo                 | Lista civica Solidarietà e democrazia | Sindaco | [ 20 ] |
| 8 giugno 2009    | 27 maggio 2014   | Valerio Lucciarini De Vincenzi | Lista civica Solidarietà e democrazia | Sindaco | [ 20 ] |
| 27 maggio 2014   | 27 maggio 2019   | Valerio Lucciarini De Vincenzi | Lista civica Solidarietà e democrazia | Sindaco | [ 20 ] |
| 27 maggio 2019   | 10 giugno 2024   | Luigi Massa                    | Lista civica Solidarietà e democrazia | Sindaco | [ 20 ] |
| 10 giugno 2024   | in carica        | Luigi Massa                    | Lista civica Solidarietà e democrazia | Sindaco | [ 20 ] |

## Sport

### Calcio
La principale squadra di calcio è l'A.S.D. Offida 1961 Calcio che milita nel girone D marchigiano di 1ª Categoria. La squadra di calcio a 5, l'Offida C5, milita in Serie C, mentre la squadra di pallavolo femminile milita nel campionato di serie C, invece quella maschile in serie B2.
L'A.S.D. Offida 1961 Calcio è nata nel 1961. I colori sociali sono il rosso e l'azzurro.

### Ciclismo
All'inizio degli anni 2010 è Offida stata sede di eventi ciclistici di rilevanza internazionale:
- 2010 Campionati mondiali di ciclismo Juniors. Quella di Offida fu l'ultima edizione dei campionati organizzata come un evento autonomo. A partire dall'edizione di Copenaghen 2011 i Campionati del mondo su strada Juniors sono tornati parte di un'unica rassegna iridata con le competizioni Elite/Under-23.
- 14 - 17 luglio 2011 17ª edizione dei Campionati europei di ciclismo su strada.
- 12 marzo 2012: 6ª tappa della Tirreno Adriatico, Offida- Offida - 181 km, vittoria di Joaquim Rodriguez